# Резолюция 186 на Съвета за сигурност на ООН
Резолюция 186 на Съвета за сигурност на ООН е приета единодушно на 4 март 1964 г. по повод Кипърския въпрос. Като приема, че ситуацията в Република Кипър представлява заплаха за международния мир, с Резолюция 186 Съветът за сигурност призовава всички държави – членки на ООН, да изпълняват задълженията си съгласно Хартата на ООН, като се въздържат от всякакви действия, които биха могли да влошат положението в Република Кипър. Резолюцията приканва правителството на Република Кипър да предприеме всички необходими мерки за прекратяване на насилието и кръвопролитията в страната, а общностите в страната и техните водачи — да действат с крайна сдържаност.
Резолюцията предлага още да се създадат Сили на ООН за опазване на мира в Кипър, чийто размер и състав да бъдат определени след консултации на генералния секретар с представители на Гърция, Турция и Република Кипър. Целта на тези сили според резолюцията е да предотвратяват нови стълкновения и да съдействат в случай на нужда за възстановяване и поддържане на реда и възвръщане към нормалния начин на живот в страната. Според Съветът за сигурност срокът на присъствието на тези сили на територията на Кипър трябва да е три месеца, като издръжката им следва да се поеме от участващите в тях държави и от правителството на Кипър. Освен това Резолюция 186 препоръчва на генералния секретар да назначи след консултации с правителствата на Кипър, Гърция, Турция и Обединеното кралство посредник, който да съдейства за мирното решаване и общото регулиране на проблемите в Кипър.